# Horisme plagiographa
Horisme plagiographa là một loài bướm đêm trong họ Geometridae.